# Bandeira do Togo
A bandeira do Togo foi adotada em 27 de abril de 1960. Foi desenhada por Paul Ahyi. É uma das duas bandeiras com proporções envolvendo números irracionais, pois usa a proporção áurea 1:φ (φ = ⁠1+√5/2⁠ ≈ 1.618034

## Cores
As cores da bandeira do Togo tem os seguintes significados:
- Verde: significa esperança na agricultura
- Amarelo: a fé no trabalho, a estrela é a pureza
- Vermelho: a claridade, a fidelidade e o amor.

## Bandeiras históricas

1957-1958
1958-1960